# طارق محمد السویدان
طارق محمد السویدان (عربی: طارق محمد السويدان؛ زادهٔ ۱۵ نوامبر ۱۹۵۳) کارآفرین، مورخ، نویسنده و اسلام‌شناس اهل کویت است. وی دارای مدرک دکتری مهندسی نفت از دانشگاه ایالتی پنسیلوانیا می‌باشند. او در سن ۱۷ سالگی به دلیل کسب رتبۀ اول در دورۀ متوسطه در کل کشور کویت، برای ادامه تحصیل از طرف دولت کویت به آمریکا رفت. او برای تقویت زبان انگلیسی سال آخر دورۀ متوسطه را در آمریکا تکرار کرد که در این مدّت با یک خانوادۀ آمریکایی زندگی کرد. او در مدت ۱۸ سال در کشور آمریکا تحصیل کرد.
او پس از بازگشت از کشور آمریکا ابتدا در وزارت نفت کویت استخدام شد و همزمان به تدریس دروس مهندسی نفت در دانشگاه‌های کویت مشغول شد ولی به دلیل علاقه در امور آموزش مدیریت و خلاقیت از هر دو سمت کناره‌گیری نمود.
او مدیرکل فعلی شبکه الرساله و از مجریان سابق مرکز پخش خاورمیانه است. السویدان مقالات و کتاب‌هایی در مورد اسلام منتشر کرده‌است و بیشتر به عنوان یک مبلغ اسلام شناخته می‌شود.